# Neighbours (soap opera)
Neighbours è una soap opera australiana.

## Trama
Le storie di alcune famiglie che vivono nell'immaginaria Ramsey Street.

## Personaggi e interpreti

### Personaggi principali attuali
- Paul Robinson (1985–1993, 2004–2024), interpretato da Stefan Dennis.
- Mike Young (1986–1989, 2022–2024), interpretato da Guy Pearce.
- Jane Harris (1986–1989, 2005, 2018–2024), interpretata da Annie Jones.
- Harold Bishop (1987–1991, 1996–2009, 2011, 2015, 2022–2024), interpretato da Ian Smith.
- Hilary Robinson (1987–1990, 2005, 2015–2018, 2023–2024), interpretata da Anne Scott-Pendlebury.
- Melanie Pearson (1987–1991, 2005, 2021–2024), interpretata da Lucinda Cowden.
- Karl Kennedy (1994–2024), interpretato da Alan Fletcher.
- Susan Kennedy (1994–2024), interpretata da Jackie Woodburne.
- Toadie Rebecchi (1995–2024), interpretato da Ryan Moloney.
- Holly Hoyland (2007, 2013–2014, 2017–2018, 2023–2024), interpretata da Lucinda Armstrong Hall e in precedenza da Chaya Broadmore.
- Nell Rebecchi (2013–2024), interpretata da Ayisha Salem-Towner e in precedenza da Scarlett Anderson.
- Terese Willis (2013–2024), interpretata da Rebekah Elmaloglou.
- Aaron Brennan (2015–2024), interpretato da Matt Wilson.
- Leo Tanaka (2016–2024), interpretato da Tim Kano.
- Hugo Rebecchi (2018–2024), interpretato da Tanner Ellis-Anderson e in precedenza da John Turner.
- Andrew Rodwell (2018–2024), interpretato da Lloyd Will e in precedenza da David Lamb.
- Mackenzie Hargreaves (2019–2024), interpretata da Georgie Stone.
- Nicolette Stone (2020–2024), interpretata da Hannah Monson ed in precedenza da Charlotte Chimes.
- Wendy Rodwell (2021–2024), interpretata da Candice Leask.
- Sadie Rodwell (2022–2024), interpretata da Emerald Chan.
- Byron Stone (2022–2024), interpretato da Xavier Molyneux ed in precedenza da Joe Klocek.
- Remi Varga-Murphy (2023–2024), interpretata da Naomi Rukavina.
- Cara Varga-Murphy (2023–2024), interpretata da Sara West.
- JJ Varga-Murphy (2023–2024), interpretato da Riley Bryant.
- Dex Varga-Murphy (2023–2024), interpretato da Marley Williams.
- Haz Devkar (2023–2024), interpretato da Shiv Palekar.
- Krista Sinclair (2023–2024), interpretata da Majella Davis.

### Personaggi ricorrenti attuali
- Vera Punt (2019–2024), interpretata da Sally-Anne Upton.
- Tom Nguyen (2020–2024), interpretato da Enzo Nazario.
- Curtis Perkins (2021–2024), interpretato da Nathan Borg.
- Abigail Tanaka (2021–2024), interpretata da Nikita Kato e in precedenza da Juliet Basaraba, da Axelle Austin e da Mary Finn.
- Isla Tanaka-Brennan (2021–2024), interpretata da Hana Abe-Tucker e in precedenza da Mary Finn e da Axelle Austin.
- Katrina Marshall (2022–2024), interpretata da Farah Mak.
- Sam Young (2022–2024), interpretata da Henrietta Graham.
- Trevor (2023–2024), interpretato da Bodhi.
- Billie Alessio (2023–2024), interpretata da Georgia Walters.
- Felix Rodwell (2024), interpretato da James Beaufort.
- Jools Halliday (2024), interpretata da Eva Seymour.
- Jeffrey Swan (2024), interpretato da Tim Potter.
- Wade Fernsby (2024), interpretato da Stephen Phillips.
- Victor Stone (2024), interpretato da Craig Hall.
- Amira Devkar (2024), interpretata da Maria Thattil.

## Produzione
Creata da Reg Watson, è in onda in Australia dal 1985 ma mai trasmessa in Italia. La longeva e fortunata soap opera italiana Un posto al sole si è inizialmente ispirata al format di Neighbours per quanto concerne il metodo di produzione "industriale", mutuato dalla stessa casa produttrice, la Grundy (poi diventata Fremantle).
Kylie Minogue ha ottenuto un enorme successo grazie al personaggio di Charlene, il quale ha ricevuto ottime recensioni dalla maggior parte dei tabloid inglesi ed australiani. Kylie Minogue decise di lasciare il personaggio di Charlene per dedicarsi esclusivamente alla sua carriera da cantante.